# Michel Georges de La Broise
Michel Georges René Louis de La Broise est un garde du corps du roi Louis  XVIII, officier, député, né le 12 février 1794 à Cossé-le-Vivien (Mayenne) et décédé le 19 octobre 1871 à Laval (Mayenne). Il a écrit ses Mémoires.

## Biographie

### Origines familiales
Michel Georges de La Broise est issu d'une famille noble de Normandie,. La famille, qui porte : d'azur au chevron d'or barré de deux fasces de même, accompagné de 3 molettes aussi d'or, fut maintenue en Normandie en 1464, 1523, 1599, 1635, et au Maine en 1666. Il est le fils de Georges-Louis-Marie de la Broise et de Perrine-Marguerite-Madeleine Jeuslin, mariés en 1786 à Cossé-le-Vivien. La filiation de sa famille paternelle paraît régulièrement établie depuis l'année 1433.

### Études
Georges étudie à Laval, puis au collège de Château-Gontier et enfin au lycée d'Angers (1806-1812), avant d'entreprendre son droit à Rennes.

### Une carrière militaire
C'est alors qu'il est requis d'office en mai 1813 et devient garde d'honneur à cheval de l'Empereur. Il fit la Campagne de 1813, fut bloqué dans Landau in der Pfalz, et rentra à Laval au mois de juillet 1814.
Garde du corps du roi sous la Restauration, il accompagne Louis XVIII en Belgique lors des Cent-Jours, puis reprend son service régulier, à Paris et à Versailles. Il vient servir, avec le grade de capitaine, dans la division de Jean Bezier. Il reprend sa place auprès du roi. Au retour de Louis XVIII, il est placé dans la première compagnie des gardes du corps, dite Compagnie écossaise, avec le grade de premier homme d'armes du roi. 
En 1823, il prend part  à l'expédition commandée par le duc d'Angoulême envoyée en Espagne au nom de la Sainte Alliance pour rétablir le roi Ferdinand VII sur son trône. À son retour, il est nommé brigadier au choix. Il est décoré de l'Ordre de Ferdinand VII, puis plus tard de la croix d'Isabelle la Catholique, pour les services rendus aux Espagnols exilés en France.
En 1830, il escorte Charles X jusqu'à Cherbourg, monte près de lui la dernière garde et reçoit de sa main la croix de Saint-Louis dans cette promotion qui fut la dernière.

### Un homme politique
Il est nommé par ordonnance du gouvernement de la Monarchie de Juillet le 7 janvier 1831, membre du Conseil général de la Mayenne
Il était à sa place parmi les royalistes qui donnèrent un dernier gage de leur fidélité à la cause légitimiste en 1832. 
Il retourne ensuite s'installer à Laval (Mayenne) où, chef de file du parti légitimiste. 
En 1848, les électeurs le nommèrent successivement conseiller municipal de Laval, puis aux Élections cantonales de 1848, conseiller général pour le Canton de Laval-Est. Il n'est pas élu à l'Élections législatives de 1848 dans la Mayenne en avril, et le 17 septembre 1848, lors d’une élection partielle motivée par l’option de Cormenin pour l’Yonne, le département de la Mayenne élut aux Élections législatives de 1848 François Adolphe Chambolle représentant à l’Assemblée constituante par 24 239 voix sur 51 263 votants et 99 195 inscrits, contre Michel Georges de La Broise, légitimiste, 24 200 voix, et Louis-Napoléon Bonaparte, 2 661. 
Il est élu aux Élections législatives de 1849, député de la Mayenne à l'Assemblée législative. De 1849 à 1851, il siège à droite, avec les monarchistes. Il signa au Xe arrondissement de Paris la protestation contre le coup d’État du 2 décembre 1851, ce qui lui vaut d'être emprisonné quelque temps à la caserne du quai d'Orsay.
L'avènement du Second Empire le fit rentrer dans la vie privée.

### Ses dernières années
Ses dernières années furent consacrées à la cause du Pape dans les fonctions de président du comité d'artillerie pontificale. Pie IX lui accorda la croix de l'Ordre de Saint-Sylvestre en 1870.
Il s'était fait, à 76 ans, instructeur des gardes mobiles, puis capitaine d'une compagnie de la garde nationale. Il succomba à la peine, au mois d'octobre 1871, accueillant la mort à ce poste comme sur un champ de « bataille où il faut toujours être prêt », disait-il au prêtre qui l'assista.

### Mémoires
À partir de 1866, il commence la rédaction de ses mémoires, qu'il intitule Souvenirs du chevalier de la Broise : trois tomes manuscrits, dans lesquels il raconte avec brio sa jeunesse militaire (1813-1824). Il a été publié par extraits dans la 2e édition de la Vendée militaire (t. IV, p. 651) une relation, écrite par M. de la Broise, du combat du Haut-Chêne où fut tué Moustache, le 10 juillet 1815, et auquel il avait assisté.

### Descendance
Son fils, Henri de La Broise, est issu du mariage avec Mathilde Dry en février 1835, qui mourut en couches en décembre 1835. Georges-Michel de la Broise se remaria avec Marie-Aglaé de Courte de la Bougatière le 6 novembre 1837, dont il eut trois enfants : Jéhanne Cécile Marie Gabrielle (1845-1893), Marie-Henriette Aglaé (n. 1851) et René-Jean-Louis- Marie (n. 1860).